# باشگاه فوتبال شیروکی بریگ
باشگاه فوتبال شیروکی بریگ (انگلیسی: Football Club Široki Brijeg) یک باشگاه فوتبال بوسنیایی است که در شیروکی بریگ پایه‌گذاری شده است.